# Autostrada A19 (Belgia)
Autostrada belgiană A19 este o autostradă care leagă orașul Kortrijk de Ypres, în sudul provinciei Flandra Occidentală. Proiectul inițial prevedea extinderea acestei legături până la Veurne și țărmul Mării Nordului, însă, ca urmare a unei schimbări în politica privind infrastructura rutieră, lucrările nu au fost continuate dincolo de Ypres. Pentru a ajunge la coastă de la capătul actual al autostrăzii, este necesară continuarea pe drumurile naționale N38 și N8 în direcția Furnes.

## Traseu
| Descrierea traseului   | |          |
| A19                    | |          |
| Kortrijk Wes           | Nod rutier între R8 și A19: Kortrijk-est, Kortrijk-nord; Kortrijk-sud, Kortrijk-centru, Zonă expozițională (nod rutier parțial). | R8       |
| 1 - Gullegem Moorsele  | Orașe deservite: Moorsele, Gullegem, Zona Industrială Gullegem, Zona Industrială Moorsele.                                       |          |
| Moorsele               | Nod rutier între A17 și A19: Bruges, Roeselare; Tournai, Lille, Gent.                                                            | R17 E403 |
| 2 - Menen              | Orașe deservite: Menen-est, Roncq, Roeselare, Zona Industrială IDR.                                                              | N32      |
| 2a - Wervik            | Orașe deservite: Comines-Warneton, Wervik, Menen, Geluwe.                                                                        | N58      |
| 3 - Zonnebeke-Beselare | Orașe deservite: Beselare, Geluveld, Wervik.                                                                                     | N303     |
| 4 - Ieper-Centrum      | Orașe deservite: Heuvelland, Ypres-centru, Zonnebeke.                                                                            | N37 N332 |
| 5 - Ieper-Noord        | Orașe deservite: Dunkerque, Poperinge, Veurne, Diksmuide, Ypres, Langemark, Poelkapelle, Sint-Jan.                               | N38      |
| A19                    | |          |